# Sphinctrinaceae
Sphinctrinaceae M. Choisy – rodzina grzybów z rzędu Mycocaliciales.

## Systematyka
Pozycja w klasyfikacji według Index Fungorum: Sphinctrinaceae, Mycocaliciales, Mycocaliciomycetidae, Eurotiomycetes, Pezizomycotina, Ascomycota, Fungi.
Według aktualizowanej klasyfikacji Index Fungorum bazującej na Dictionary of the Fungi do rodziny Sphinctrinaceae należą rodzaje:
- Pyrgidium Nyl. 1867
- Sphinctrina Fr. 1825